# Опобо
Опобо (англ. Opobo) — город в Нигерии и традиционный город-государство, входивший в Конфедерацию Аро. Расположен в дельте Нигера, на левом берегу реки Имо, у побережья залива Бонни, части Гвинейского залива, юго-восточнее Порт-Харкорта и южнее Икот-Экпене, в 20 километрах к северо-востоку от Бонни. Входит в район местного управления Опобо-Нкоро штата Риверс.

## Опобо-английская война
В 1869 году бывшие рабы из государства Бонни во главе с Джа-Джа создали государство Опобо в восточной части дельты Нигера. Этническую основу Опобо составил народ иджо. В октябре 1869 года в Минима (Minima) было заключено соглашение о создании Совета по управлению Опобо, казны, в которую отчислялись торговые и судебные пошлины, а также воинских отрядов. Опобо стало центром борьбы иджо против британской торговой и экономической экспансии в дельте Нигера. Джа-Джа принадлежала монополия на торговлю пальмовым маслом в восточной части дельты Нигера. В 1870 году началась Опобо-английская война. Поводом для войны стало то, что Джа-Джа перестал пускать торговцев из Бонни в глубинные районы страны.
Дельта Нигера была центром работорговли, поэтому этническая территория иджо получила название Невольничий берег. Город Бонни был одним из основных рынков рабов в Западной Африке. На смену работорговле пришла торговля пальмовым маслом, и уже в 30-х годах XIX века Бонни крупным центром торговли этим продуктом. Многочисленные лодки торговцев из Бонни поднимались по реке до Эбо (Игболенда), где масло скупалось у местного населения. Продавая затем его европейцам по значительно более высоким ценам, африканские посредники обеспечивали себе высокую прибыль. Крупными торговцами были короли и вожди. В середине XIX века торговый оборот Бонни составлял 500 тыс. фунтов стерлингов в год, а личный доход короля от торговли пальмовым маслом — 15—20 тыс. фунтов стерлингов. Африканцы-посредники, вступавшие в контакт с населением глубинных районов, обычно отдавали в обмен на пальмовое масло и слоновую кость товары, полученные у европейских купцов — хлопчатобумажные ткани, огнестрельное оружие, металлические изделия и другие. Существовала особая форма кредита — «траст». Европеец давал в кредит («доверял») африканцу-посреднику набор товаров на значительную сумму на срок от шести месяцев до года, а иногда и до двух лет. Товары предоставлялись обычно африканцам, пользовавшимся «хорошей репутацией», то есть, как правило, крупным опытным торговцам или начинающим, поручителями которых выступали первые. Но иногда товары давались в кредит незнакомым лицам, что несомненно свидетельствовало о стремлении европейцев расширять торговлю. Стоимость товаров английского производства, предоставлявшихся в кредит местным торговцам, была довольно велика; только торговцы Бонни в середине XIX века имели в своём распоряжении английские товары на сумму свыше 80 тыс. фунтов стерлингов.
В ноябре 1870 года флотилия британских катеров обстреляла прибрежные поселения Опобо. В 1873 году Великобритания признала Опобо и Джа-Джа, как его правителя, был подписан договор, по которому на территории Опобо запрещалось европейцам основывать торговые фактории. Договор неоднократно нарушался. В 1877—1881 гг. была расширена территория, контролируемая Опобо, на востоке, в районы, населённые ибено и ананг, в 1881—1883 гг. — на севере, в сторону Охомбела и Азумена, на самые богатые рынки пальмового масла в странах игбо, в 1884 году — на северо-востоке, вплоть до Эссина, в районы, занятые ибибио. В 1884 году Джа-Джа признал британский протекторат побережья Нигера. К 1885 году в «торговой империи» была создана единая система торговли, все нити которой сходились к Опобо. В крупных торговых центрах существовали фактории, склады, крепости, где находились военные отряды. Джа-Джа создал армию из 4 тысяч воинов-африканцев, обменивая у европейцев на пальмовое масло пушки, ружья и порох. Джа-Джа заключил военный союз с правителями государств Бонни, Калабар и Брасс (на острове Брасс-Айленд). Формирование обширного государственного образования иджо и превращение его в центр консолидации антибританских сил представляло серьёзную помеху колониальной экспансии. Летом 1887 года корабли британской эскадры устроили морскую блокаду Опобо. Джа-Джа подписал договор о неограниченной свободе торговли для британских компаний в Опобо. На Опобо «распространялась полная и исключительная юрисдикция британского консула». В сентябре 1887 года катер британского консула с военным отрядом, направлявшийся для захвата Опобо, попал в засаду африканцев. 12 сентября 1887 года на переговорах британцы захватили Джа-Джа и доставили на британский корабль. Джа-Джа был сослан на остров Сент-Винсент в Вест-Индии. После захвата Джа-Джа, в апреле 1888 года к Опобо были отправлены несколько канонерок, огнём которых был уничтожен главный город, оборонительные сооружения по обеим сторонам реки и многие селения. В 1889 году земли иджо были включены в Протекторат Масляных Рек. Власть перешла британскому консулу, возглавлявшему администрацию протектората.

## Восстание 1915 года
Во время Первой мировой войны Нигерия снабжала Великобританию минеральным и сельскохозяйственным сырьём. Африканцы были принудительно мобилизованы на сельскохозяйственные работы и строительство военных коммуникаций. Из-за высоких налогов и трудовой повинности, которыми колониальная администрация задавила африканцев, сложилась напряжённая ситуация. В 1914 году против англичан восстали жители города Абеокута. В восстании участвовало 10 тысяч человек народа эгба, относящегося к группе йоруба. В 1914 году жители Брасса поддержали восстание ибо в Асабе против англичан, в 1915 году восстал Опобо.